# Choustníkovo Hradiště
Choustníkovo Hradiště település Csehországban, Trutnovi járásban. Choustníkovo Hradiště Vlčkovice v Podkrkonoší, Stanovice, Dvůr Králové nad Labem, Kocbeře és Kohoutov településekkel határos. Lakosainak száma 636 fő (2024. január 1.).

## Népesség
A település lakosságának változását az alábbi diagram mutatja:
| Lakosok száma | 1029 | 1101 | 1023 | 687  | 612  | 598  | 570  | 589  | 554  | 636  |
|               | 1869 | 1890 | 1921 | 1950 | 1980 | 2001 | 2017 | 2019 | 2022 | 2024 |